# Lúčka (Košice)
Lúčka é um município da Eslováquia, situado no distrito de Rožňava, na região de Košice. Tem 14,94 km² de área e sua população em 2018 foi estimada em 181 habitantes.

## Demografia
| Ano:        | 1994 | 2004    | 2014    | 2024   |
| ----------- | ---- | ------- | ------- | ------ |
| Broj ljudi: | 236  | 211     | 183     | 175    |
| Razlika:    |      | -10,59% | -13,27% | -4,37% |

| Ano:               | 2023 | 2024   |
| ------------------ | ---- | ------ |
| Número de pessoas: | 172  | 175    |
| Diferença:         |      | +1,74% |